# 1915 na Venezuela
Esta é uma cronologia dos principais fatos ocorridos no ano de 1915 na Venezuela.

## Arte
- El incendio del Ávila de 1883, de Jesús María de las Casas.[1]
- Paisaje de El Calvario, de Armando Reverón.[2]

## Livros
- La doncella y el último patriota (contos) e El milagro del año, de Rómulo Gallegos.
- Discursos y palabras, de José Gil Fortoul.
- Grandes líricos zulianos, de Jesús Enrique Lossada.
- Cantos de sur y norte, de Manuel Felipe Rugeles.